# Giovanni Bononcini
Giovanni Bononcini o Buononcini (Modena, 18 luglio 1670 – Vienna, 9 luglio 1747) è stato un compositore e violoncellista italiano.

## Biografia
Suo padre, Giovanni Maria Bononcini (Buononcini) (1642-1678), era stato violinista e compositore attivo alla corte di Modena, aveva scritto un trattato, Musico prattico, pubblicato nel 1673. Il fratello minore di Giovanni, Antonio Maria, fu anch'egli musicista.
Proprio dal padre Giovanni ricevette la prima educazione musicale; quando questi morì, nel 1678, divenne studente di Giovanni Paolo Colonna a Bologna, dove vennero eseguiti i suoi primi lavori. Nel 1685 aveva già preparato e pubblicato le sue prime opere. L'anno successivo, proprio grazie al Colonna, entrò a far parte dell'Accademia dei Filarmonici in veste di compositore.  Ottenne nel 1687 il posto di musicista presso la basilica di San Petronio, e più tardi divenne maestro di cappella nella chiesa di San Giovanni in Monte, anche grazie all'intercessione di Francesco II d'Este. Sempre a Bologna fece la conoscenza del librettista Silvio Stampiglia, assieme al quale, tra il 1692 e il 1696, produrrà cinque opere.
A partire dal 1692 si recò a Milano, Roma (dove fu apprezzato e sostenuto da Filippo II Colonna e dalla sua consorte Olimpia Pamphilj) e Venezia; infine, dal 1698 al 1711 si stabilì a Vienna, dove godette i favori degli imperatori Leopoldo I e Giuseppe I. Di passaggio a Berlino nel 1702, incontrò Georg Friedrich Händel, di quindici anni più giovane di lui, di cui riconobbe il talento precoce: lo avrebbe incontrato nuovamente alcuni anni più tardi.
Dal 1714 al 1719 fu di nuovo a Roma, al servizio di Johann Wenzel, conte di Gallas, ambasciatore dell'Imperatore a Roma, molto noto per il suo amore per la musica. Al conte di Gallas, Bononcini dedicò la "favola pastorale" Erminia, rappresentata al Teatro della Pace nella Stagione del Carnevale del 1719. Il dramma musicale ebbe grandissimo successo sia per la musica, sia per gli interpreti, fra cui si segnalarono Domenico Gizzi (1687-1758), Musico Soprano della Real Cappella di Napoli ed il celebre contralto napoletano Francesco Vitale. Sempre nella Stagione del Carnevale 1719 al Teatro della Pace, Bononcini rappresentò il dramma per musica L'Etearco, dal librettista Silvio Stampiglia dedicato alla contessa Ernestina di Gallas, moglie dell'ambasciatore imperiale. Anche in questo dramma per musica Domenico Gizzi e Francesco Vitale fecero apprezzare tutte le spezie più ricercate del virtuosismo canoro.
Poi, dal 1720 si stabilì a Londra, sotto la protezione del John Churchill, I duca di Marlborough. Qui si esibì anche al violoncello in numerosi concerti, molto apprezzati dall'aristocrazia inglese. Divenne direttore della prestigiosa Royal Academy of Music, insieme a Georg Friedrich Händel e Attilio Ariosti.
Il pubblico londinese era, all'epoca, totalmente ignorante dell'opera italiana, e Händel stava muovendo i primi passi della sua prestigiosa carriera. Fra i due compositori si accese un forte spirito di competizione, sia che collaborassero alla realizzazione della medesima impresa (i tre atti dell'opera Muzio Scevola furono composti il primo da Filippo Amadi, il secondo da Bononcini, il terzo da Händel, al fine di soddisfare tutti e tre gli artisti), sia che, più spesso, si impegnassero in produzioni rivali. Le opere di maggior successo di Bononcini in quegli anni furono Astarto (1720), Crispo (1722), Griselda (1722), che si rivelò un vero e proprio trionfo, Erminia (1723), Calphurnia (1724). A favore dell'italiano era anche una certa ostilità verso Händel dovuta alle sue origini tedesche e alla contemporanea presenza sul trono inglese della poco amata dinastia di Hannover. Ma nel 1727-1728 scoppiò uno scandalo che compromise il successo di Bononcini e lo costrinse a lasciare Londra: il compositore Antonio Lotti accusò il madrigale di Bononcini In una siepe ombrosa di essere un plagio di un brano dei suoi Duetti, terzetti e madrigali.
Fuggito a Parigi nel 1733, a causa di speculazioni sfortunate Bononcini si ridusse quasi sul lastrico, e dovette guadagnarsi da vivere facendo il copista. Nel 1741 decise di tornare a Vienna, dove riuscì ad ottenere una pensione dall'imperatrice Maria Teresa. Ivi morì in povertà qualche anno dopo.

## Composizioni

### Melodrammi, serenate e oratori
- La vittoria di Davide contro Golia (oratorio, 1687)
- Il Giosuè (oratorio, 1688)
- La Maddalena a' piedi di Cristo (oratorio, 1690)
- San Nicola di Bari (oratorio, 1693)
- La nemica d'amore fatta amante (serenata, 1693)
- Xerse (opera, 1694), (Il Xerse di Francesco Cavalli, 1655)
- Tullo Ostilio (opera, 1694)
- La costanza non gradita nel doppio amore d'Aminta (serenata, 1694)
- Muzio Scevola (opera, 1695)
- La notte festiva (serenata, 1695)
- Amore non vuol diffidenza (serenata, 1695)
- Amor per amore (serenata, 1696)
- Il trionfo di Camilla, regina de' Volsci (opera, 1696)
- La clemenza d'Augusto (opera, solo il terzo atto, 1697)
- Temistocle in bando (opera, 1698)
- La fede publica (opera, 1699)
- La gara delle quattro stagioni (serenata, 1699)
- Buleo festeggiante nel ritorno d'Alessandro Magno dall'Indie (serenata, 1699)
- I vari effetti d'amore (scherzo musicale, 1700)
- La conversione di Maddalena (oratorio, 1701)
- Gli affetti più grandi, vinti dal più giusto (1701)
- Cefalo (pastorella, 1702)
- Polifemo (1702)
- Proteo sul Reno (poemetto drammatico, 1703)
- Il fiore delle eroine (trattenimento, 1704)
- Il ritorno di Giulio Cesare vincitore della Mauritania (1704 o 1705)
- Pastorella (1705)
- La nuova gara di Giunone e di Pallade terminata da  (poemetto drammatico, 1705)
- La regina creduta re (1706)
- Endimione (1706)
- L'oracolo d'Apollo (cantata con balletto, 1707)
- Etearco (1707)
- Turno Aricino (1707)
- Mario fuggitivo (1708)
- Il natale di Giunone festeggiato in Samo (componimento, 1708)
- Li sagrifici di Romolo per la salute di Roma (componimento, 1708)
- Abdolomino (1709)
- Caio Gracco (1710)
- Muzio Scevola (1710)
- Enea in Caonia (componimento, 1711)
- L'arrivo della Gran Madre degli dei in Roma (1713)
- Sacrificio a Venere (serenata, 1714)
- Astarto (1715)
- Erminia (1719)
- Etearco (1719)
- Astarto (1720)
- Crispo (1721)
- Muzio Scevola (solo il secondo atto, 1721)
- L'odio e l'amore (1721)
- Crispo (1722)
- Griselda (1722)

- Erminia (1723)
- Farnace, dramma per musica in 3 atti (1723 nell'His Majesty's Theatre in Haymarket di Londra)
- Calfurnia (1724)

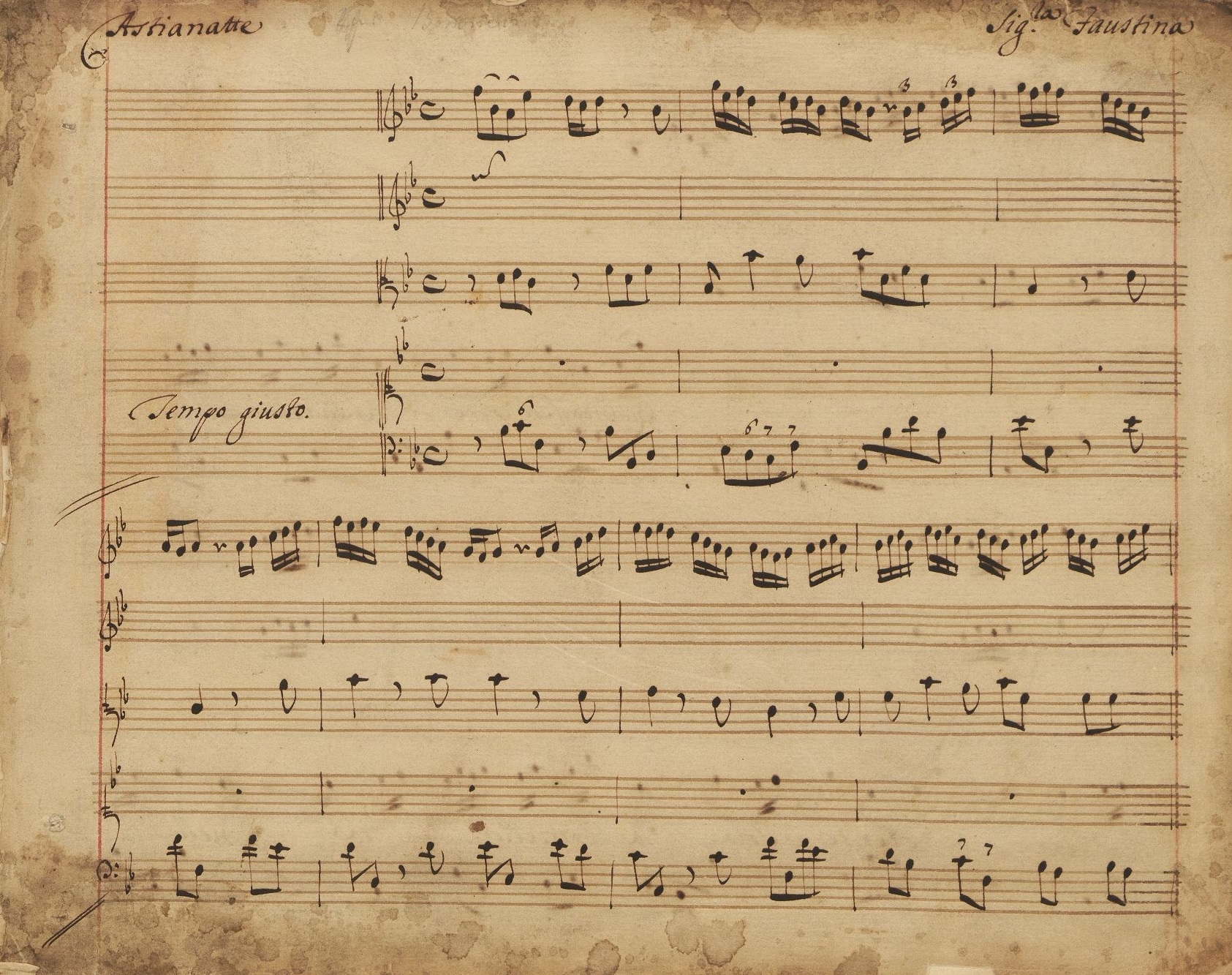
Astianatte, c. 1727

- Astianatte, dramma per musica in 3 atti, libretto di Nicola Francesco Haym (6 maggio 1727 con Faustina Bordoni, Francesca Cuzzoni e Giuseppe Maria Boschi nell'His Majesty's Theatre in Haymarket di Londra)
- Amore per amor (festa pastorale, 1732)
- Farnace (1735)
- Alessandro in Sidone (1737)
- Ezechia (azione sacra, 1737)
- Zenobia (1737)
- Feraspe
- Gl'amanti felici (cantata)
- Gelosia, madre d'amore (cantata)
- Così l'intendo o Filli (serenata)
- Infelice mia sorte (serenata)
- Non amo, e amar desio (serenata)
- Silvio trionfante degl'amori di Dorinda e Clori (serenata)

### Musica strumentale
- Sinfonie a trè istromenti con il basso continuo per l'organo. Opera quarta (1686)
- Sinfonie da chiesa a quattro: due violini,alto viola e violoncello obligato. Opera quinta (1687)
- Sinfonie a due stromenti: violino e violoncello con il basso continuo per l'organo. Opera sesta (1687)
- Divertimenti da camera (1722)
- XII Sonatas for the Chamber (1732)

### Altro
- Messe brevi (1688)
- Duetti da camera. Opera ottava (1691)
- Lidio, schernito amante (cantata)

## Discografia
- G. B. Bononcini: Divertimenti da camera. Ensemble Tripla Concordia: Fabio Biondi, violino - Lorenzo Cavasanti, flauto - Caroline Boersma, cello - Giorgio Mandolesi, fagotto - Sergio Ciomei, cembalo (2000) Stradivarius STR 33578
- G. Bononcini: La Maddalena a' piedi di Cristo. Ensemble Concerto, Roberto Gini direzione, Maddalena: Lavinia Bertotti, soprano; Amor Celeste: Antonella Gianese, soprano; Amor Terreno: Anna Bonitatibus, alto; Cristo: Sergio Foresti, basso; Fariseo: Mario Cecchetti, tenore. (1998) Accord